# Faisal Atallah
Faisal Atallah (* 10. März 1976) ist ein kuwaitischer Eishockeyspieler.

## Karriere
Faisal Atallah nahm für die kuwaitische Nationalmannschaft in den Jahren 2007 und 2011 an den Winter-Asienspielen teil. In den Jahren 2010, 2011 und 2012 vertrat er sein Land beim IIHF Challenge Cup of Asia. Zudem nahm er 2012 mit Kuwait an der Eishockeymeisterschaft des Golfes teil.